# خرابی بتن

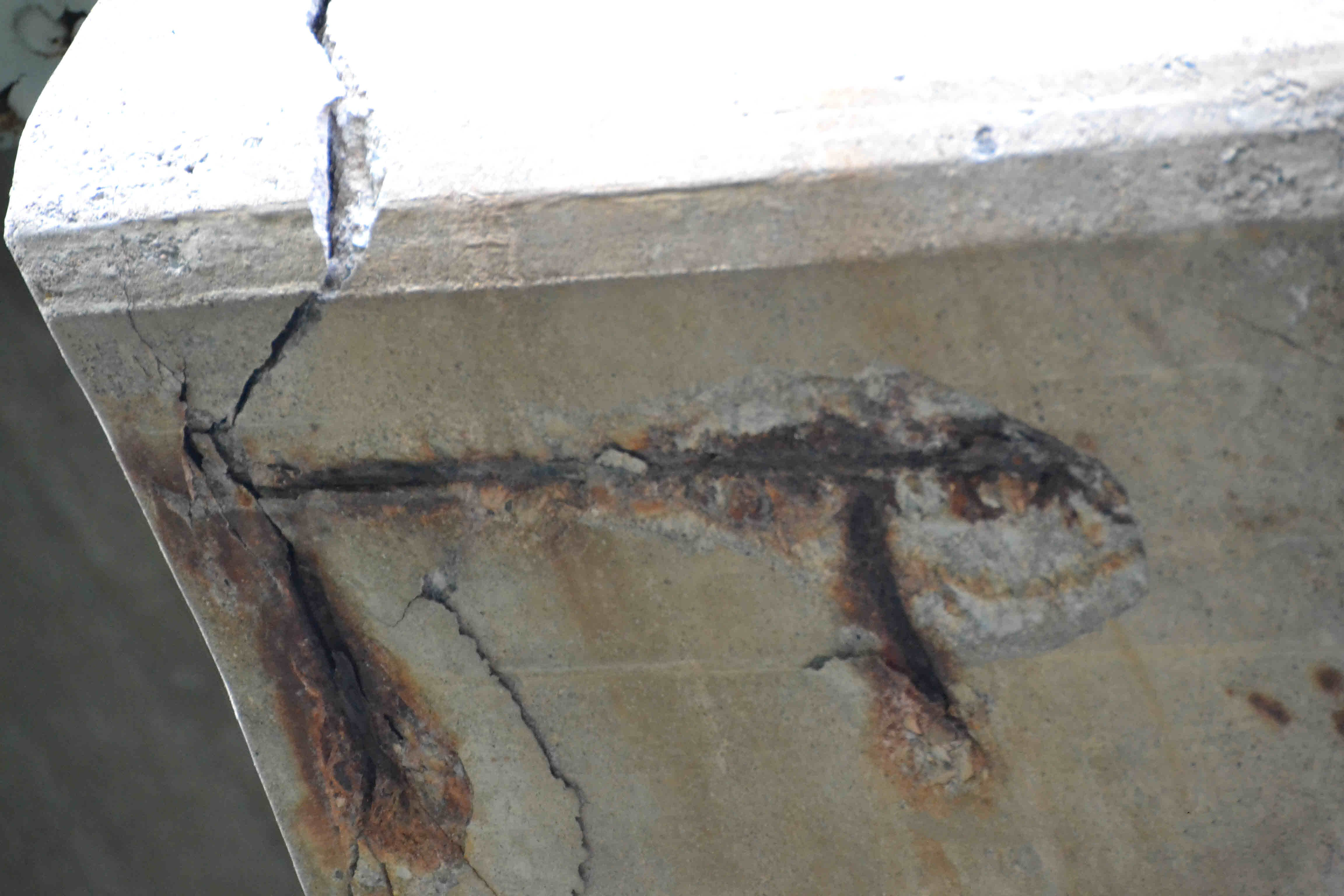
بتن تخریب شده و میل‌گردهای زنگ زده و در معرض قرار گرفته، در پل رودخانهٔ وِلَند در راه ملکه الیزابت در آبشارهای نیاگارا، انتاریو.

خرابی بتن ممکن است توسّط علل گوناگونی ایجاد شود. بتن ممکن است در اثر آتش، انبساط سنگدانه‌ها، تأثیرات آب دریا، خوردگی باکتریال، شسته شدن کلسیم، آسیب‌های فیزیکی و آسیب‌های شیمیایی (کربوناسیون، کلریدها، سولفات‌ها و جریان آب مقطّر) آسیب ببیند. آسیب دیدگی‌های فوق خود می‌توانند مسبّب تشدید در معرض بودن بتن برای خرابی‌های جدید باشند.

## انبساط سنگدانه

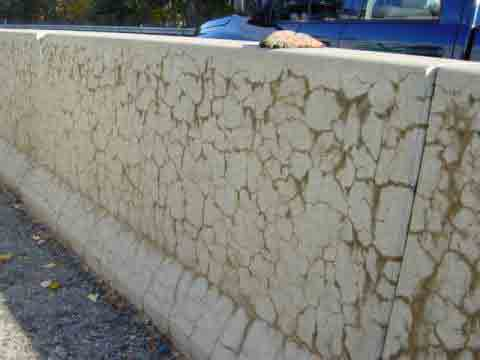
الگوی ترک خوردگی رایج مربوط به واکنش سیلیسی-قلیایی که منجر به خرابی یک دیوار حفاظ در یک بزرگراه در ایالات متّحده شده‌است (عکس از ادارهٔ فدرال بزرگراه‌ها (وزارت ترابری ایالات متحده آمریکا).

انواع مختلفی از سنگدانه‌ها دستخوش واکنش‌هایی شیمیایی قرار می‌گیرند که منجر به پدیدهٔ انبساط مخرّب می‌شود. در این بین بیشترین شیوع متعلّق به سنگدانه‌های حاوی سیلیس فعّال است، که می‌تواند با قلیای موجود در بتن (K2O و Na2O که عمدتاً از سیمان هستند) واکنش دهند (در حضور آب). از فعّال‌ترین کانی‌های موجود در سنگدانه‌ها می‌توان به اُپال، سنگ یمانی، چخماق و کوارتز تیره اشاره کرد. پس از انجام واکنش قلیایی-سیلیسی (ASR)، ژلی منبسط شونده شکل گرفته و ترک‌های گسترده و خرابی در عناصر سازه ای ایجاد می‌شود. در سطح روسازی‌های بتنی، ASR می‌تواند موجب بیرون پریدگی، به معنای خروج مخروط‌های کوچک (تا ۳ سانتیمتر (۱ اینچ) در محدودهٔ قطر) مطابق با قرارگیری سنگدانه‌ها شود.
هنگامی که برخی سنگدانه‌های حاوی دولومیت مورد استفاده قرار می‌گیرند، یک واکنش دیدولومیزیشن رخ می‌دهد، به این ترتیب که ترکیب کربنات منیزیم با یون‌های هیدروکسیل واکنش داده و هیدروکسید منیزم و یون کربنات تولید می‌کند. انبساط حاصله ممکن است موجب خرابی ماده شود. بخش به مراتب کمتری از بیرون پریدگی‌های روسازی نیز به دلیل وجود پیریت، که سولفید آهنی است که موجب بروز انبساط با تشکیل دادن اکسید آهن و اترینگایت می‌شود، هستند.
واکنش‌ها و بازکریستالیزه شدن‌های دیگری نیز از قبیل هیدراسیون کانی‌های رسی در برخی از سنگدانه‌ها می‌تواند منجر به انبساط مخرّب شود.

## خوردگی میل‌گردها

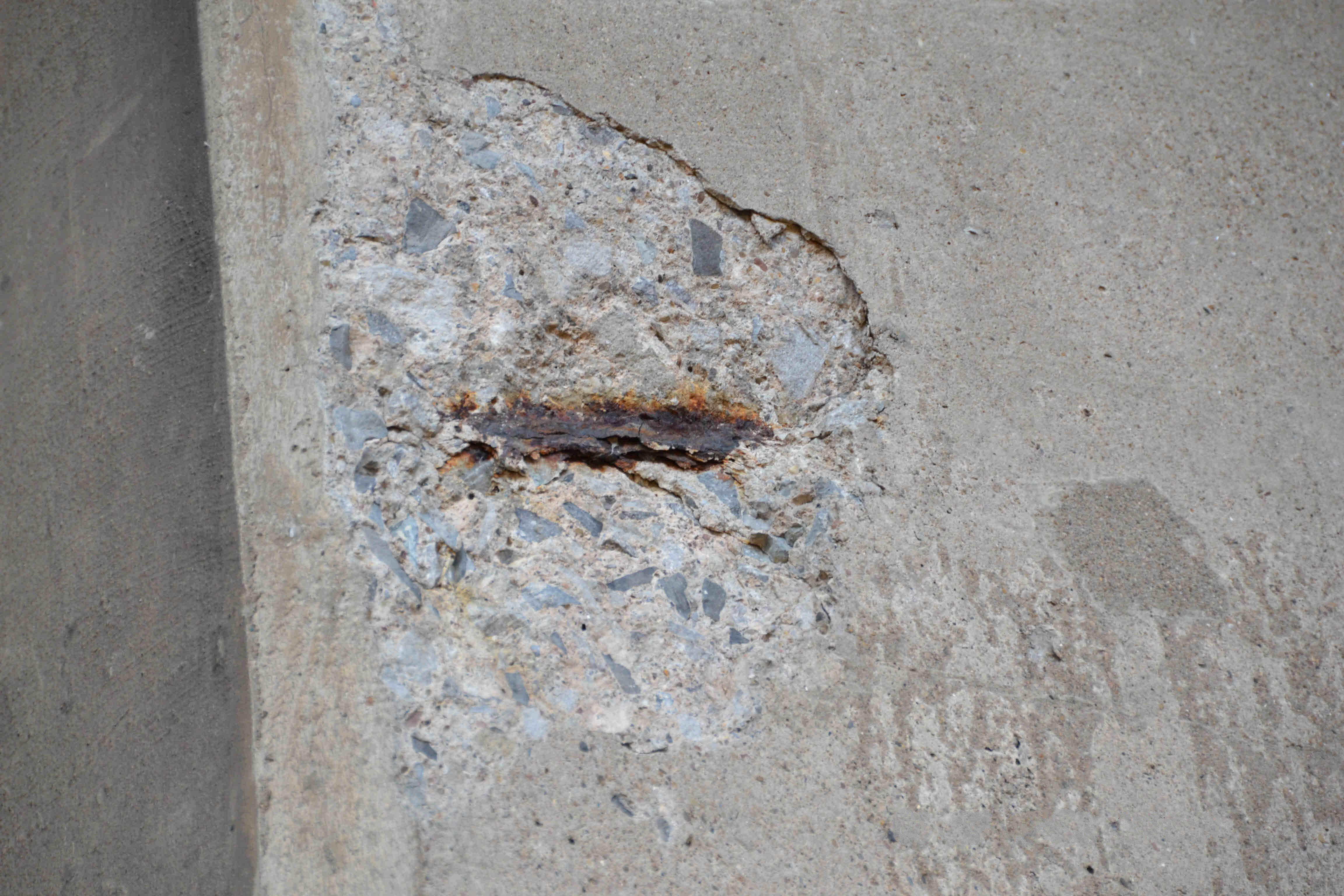
مثالهایی از قسمت‌های تخت جداشده از بتن با میل‌گردهای زیر آن، پل رودخانهٔ وِلَند در راه ملکه الیزابت در آبشارهای نیاگارا، انتاریو.

گسترش محصولات خوردگی (اکسیدهای آهن) میل‌گردهای فولاد کربنی سازه‌های مسلّح ممکن است تنش‌های مکانیکی ایجاد نماید که می‌تواند منجر به پیدایش ترک‌ها و گسیختگی سازهٔ بتنی شود. اگر میل‌گردها به صورتی بد جاگذاری شوند و نزدیک به سطح بتن، در تماس با هوا، قرار داشته باشند، پوسته شدن به راحتی رخ می‌دهد؛ به این معنا که قسمت‌های تختی از بتن توسّط خوردگی میل‌گردها جدا شده و ممکن است بیفتند.

## آسیب شیمیایی

### کربناسیون

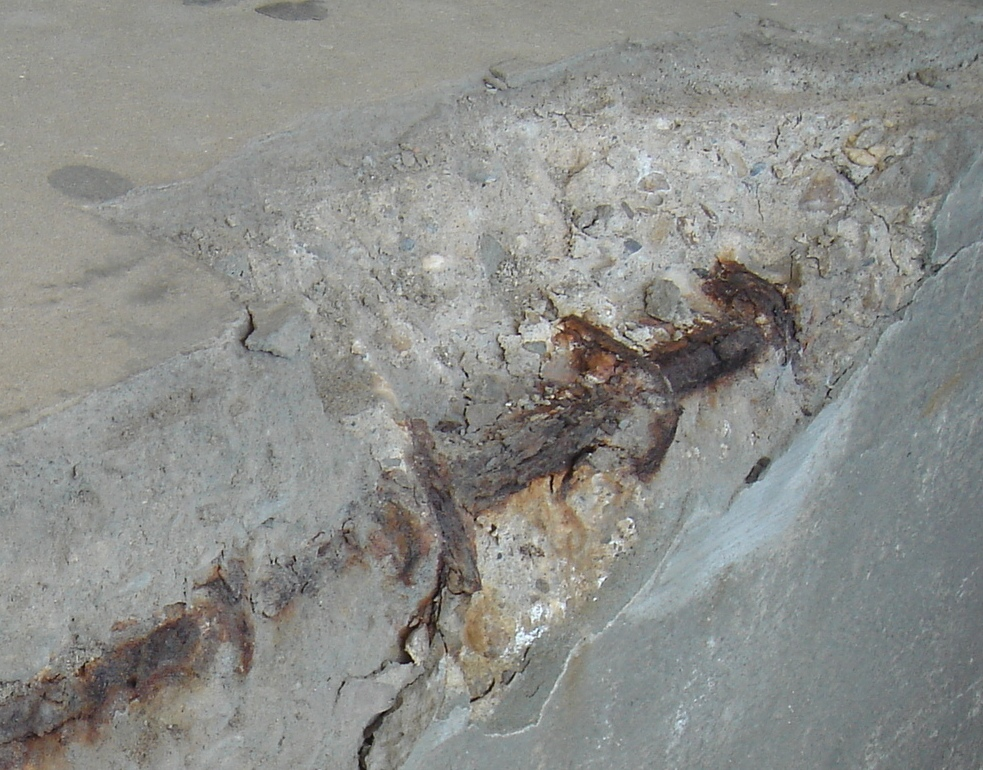
زوال بتن شروع شده توسّط کربوناسیون در هیپودروم وِلینگتون، بلژیک.

کربن دی‌اکسید موجود در هوا می‌تواند کلسیم هیدروکسید موجود در بتن واکنش داده و کلسیم کربنات تولید کند. این فرایند کربناسیون نامیده می‌شود، که در اصل عکس فرایند شیمیایی کلسیناسیون آهک است که در کورهٔ سیمان رخ می‌دهد. کربوناسیون بتن فرایندی کند و ادامه‌دار از سطح خارجی به سمت درون است، امّا با افزایش عمق نفوذ کندتر می‌شود.
کربوناسیون دو نتیجه به همراه دارد: باعث افزایش مقاومت مکانیکی بتن می‌شود، ولی همچنین قلیاییت را که برای جلوگیری از خوردگی میل‌گردهای فولادی ضروری است، کاهش می‌دهد. در یک مقدار pH کمتر از ۱۰، لایهٔ نازک رویینگی سطحی حل شده و خوردگی پیش می‌رود. به دلیل نتیجهٔ دوم، کربوناسیون پدیده ای ناخواسته در شیمی بتن است. این مورد را می‌توان با به کار بردن محلول فنول فتالئین، که یک معرّف pH است، بر روی سطحی تازه شکسته آزمایش کرد؛ که سطوح کربوناته نشده و بنابراین قلیایی را با رنگ بنفش نشان می‌دهد.

### کلریدها
کلریدها، به‌طور خاص کلسیم کلرید، برای کاهش زمان گیرش بتن استفاده می‌شوند. با این حال نشان داده شده‌است که کلسیم کلرید و (به مقدار کمتری) سدیم کلرید کلسیم هیدروکسید را خارج کرده و باعث تغییرات شیمیایی در سیمان پرتلند می‌شوند. این امر به کاهش مقاومت به همراه حمله به فولاد در اکثر بتن‌های مسلّح می‌انجامد.

### سولفات‌ها
سولفات‌هایی که به صورت محلول هستند، در تماس با سیمان می‌توانند باعث ایجاد تغییرات شیمیایی در سیمان شوند، و این موضوع ممکن است تغییرات ریزساختاری قابل توجّهی را به دنبال داشته باشد که منجر به ضعیف شدن چسب سیمان می‌شود (حملهٔ شیمیایی سولفات). محلول‌های سولفات همچنین می‌توانند موجب آسیب دیدن مصالح سیمانی متخلخل از طریق کریستال شدن و دوباره کریستال شدن شود (حملهٔ نمک). سولفات‌ها و سولفیت‌ها در محیط طبیعی در همه جا حاضر هستند و از منابع متعدّدی مانند سنگ گچ (ژیپس یا کلسیم سولفات) که معمولاً به عنوان افزودنی در سیمان حاوی خاکستر بادی موجود است، به وجود می‌آیند. به استثناء باریوم سولفات، اکثر سولفات‌ها به مقدار کم یا زیاد در آب حل می‌شوند. این محلول‌ها در باران اسیدی، که سولفور دیاکسید موجود در هوا در باران حل می‌شود، موجودند. در هنگام رعد و برق، دی‌اکسید با اکسیدشدن به تری‌اکسید تبدیل شده که باعث می‌شود سولفوریک اسید موجود در باران بیشتر اسیدی شود. زیرساخت‌های فاضلاب معمولاً با سولفات به وجود آمده از اکسید شدن سولفید هنگامی که باکتری‌ها گاز هیدروژن سولفید موجود را به یون‌های سولفید (-S) یا بای سولفید (-HS) تبدیل می‌کنند، خورده می‌شوند. این واکنش قابل بازگشت است، هم اکسیداسیون ناشی از در معرض هوا بودن و هم فاضلاب‌های سطحی با اکسیژن آمیخته؛ که منجر به تولید یون‌های سولفیت یا سولفات و یون‌های هیدروژن اسیدی در واکنش HS- + H2O+ O2 -> 2H+ + SO4- می‌شود. خوردگی به وجود آمده در تاج (بالای) مجراهای بتنی فاضلاب مستقیماً به این فرایند مربوطند، که به خوردگی تخریب تاج شناخته می‌شود.